# Tempeh Lor
Tempeh Lor is een bestuurslaag in het regentschap Lumajang van de provincie Oost-Java, Indonesië. Tempeh Lor telt 9735 inwoners (volkstelling 2010).